# Stazione di Sens
La stazione di Sens (in francese Gare de Sens) è la principale stazione ferroviaria di Sens, Francia.